# Codex Palatinus germanicus 10

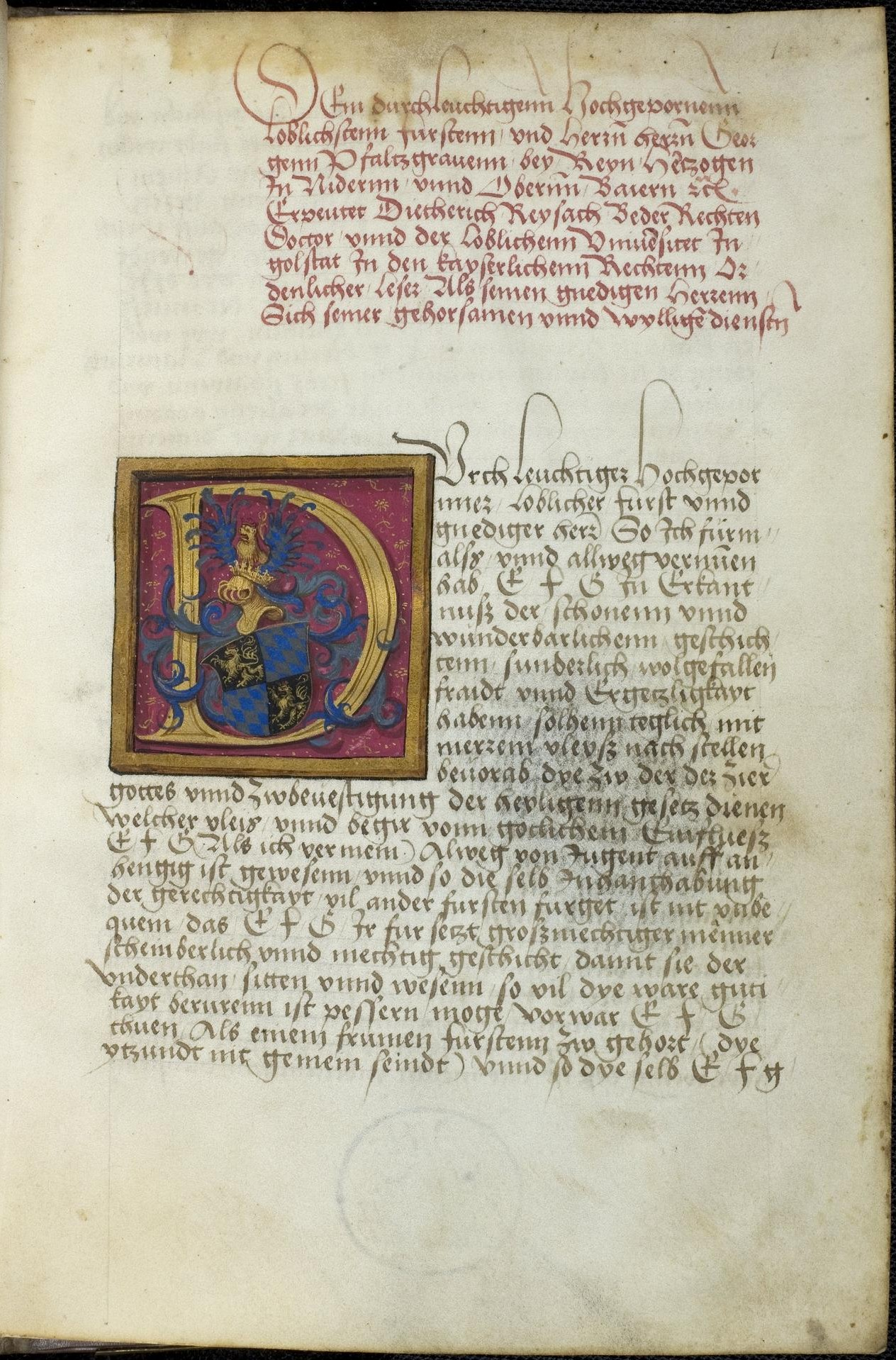
Cod. Pal. germ. 10, Blatt 1r: Aristeas (Epistolographus), Epistola ad Philocratem, deutsch, Widmung

Der Codex Palatinus germanicus 10 ist eine frühneuzeitliche Handschrift der ehemaligen Bibliotheca Palatina in Heidelberg. Der Codex gehört zu den Codices Palatini germanici, den deutschsprachigen Handschriften der Palatina, die seit 1816 in der Universitätsbibliothek Heidelberg aufbewahrt werden; Signatur der UB-Heidelberg und gängige fachwissenschaftliche Bezeichnung ist Cod. Pal. germ. 10 (Kurzform: Cpg 10).
Der Codex gibt den Aristeasbrief in deutscher Sprache wieder, in einer Abschrift der Übersetzung Dietrich Reisachs vom Ende des 15. / Anfang des 16. Jahrhunderts. Die Handschrift entstand im 16. Jahrhundert in Bayern (Franken).

## Beschreibung

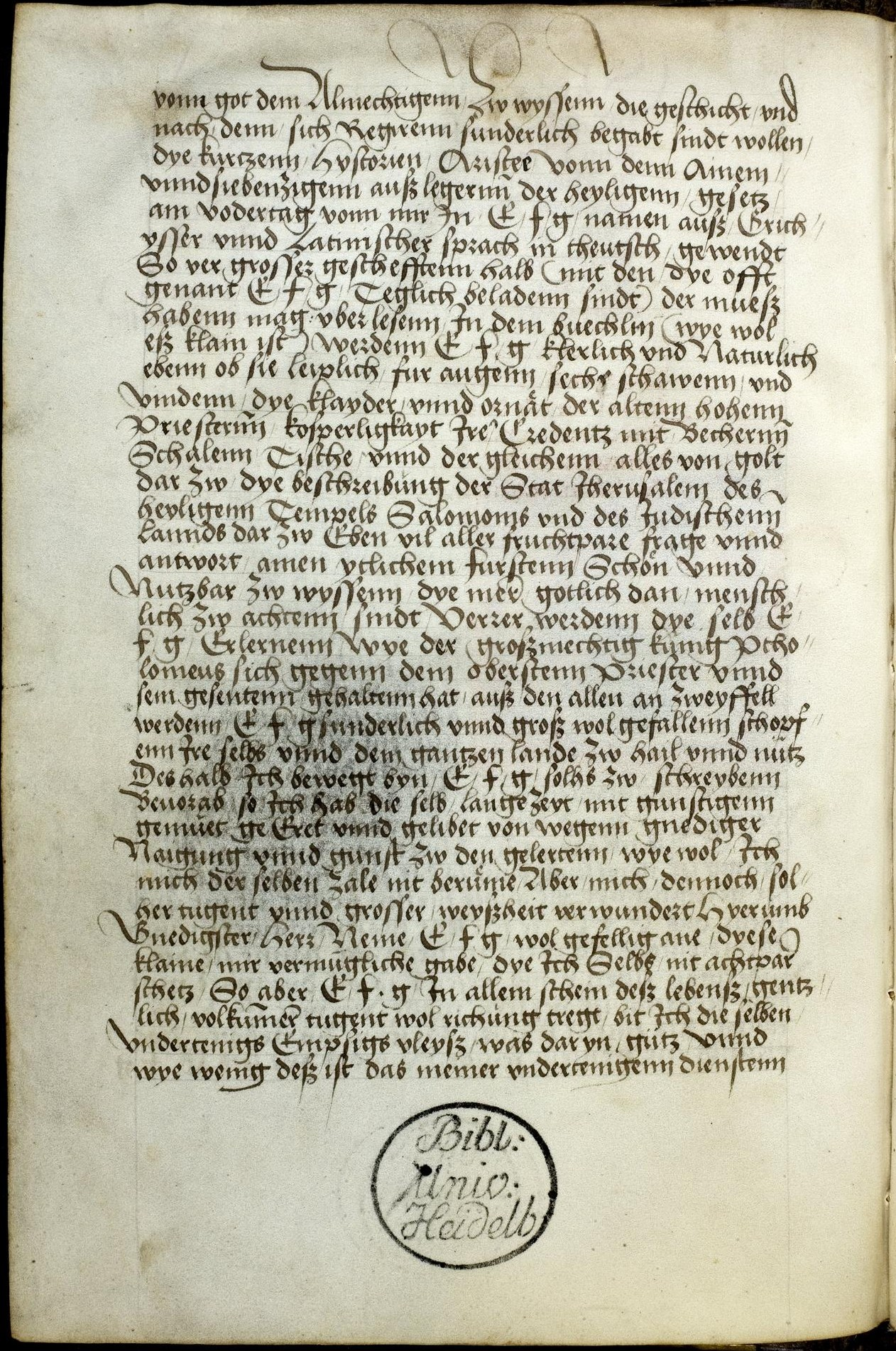
Cod. Pal. germ. 10, Blatt 1v, Widmung

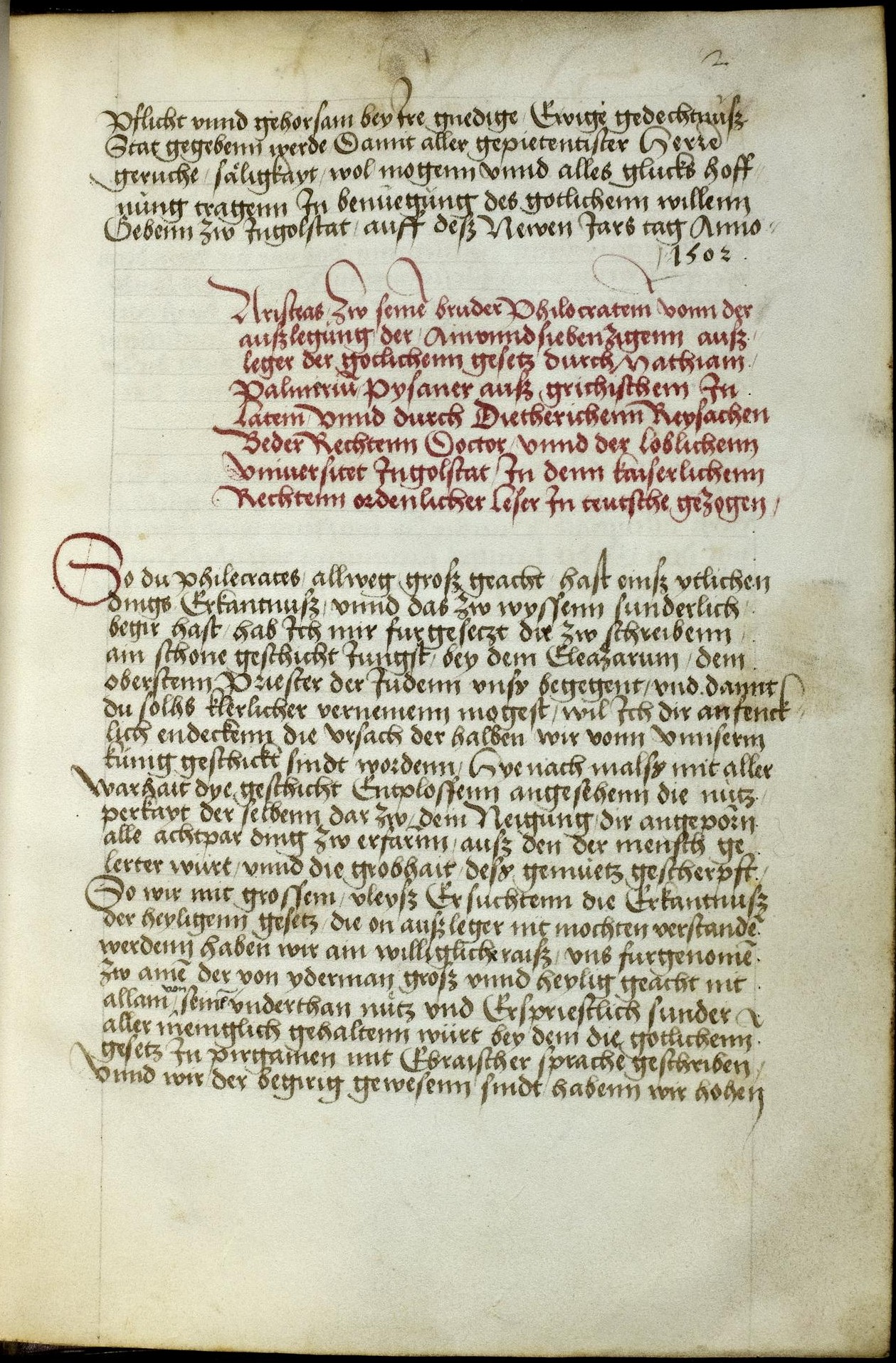
Cod. Pal. germ. 10, Blatt 2r, Abschluss Widmung, erste Textseite

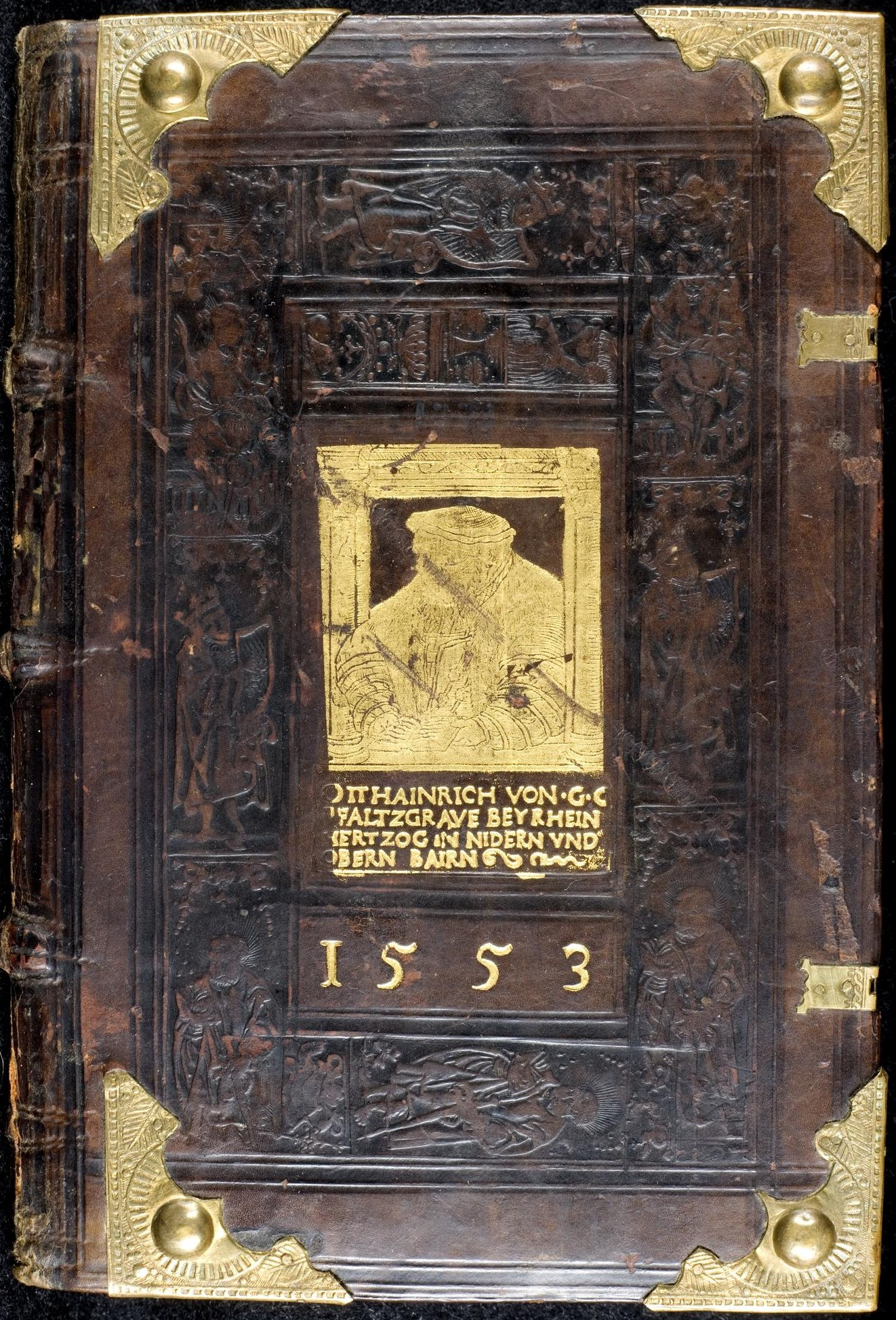
Cod. Pal. germ. 10, Ottheinricheinband von 1553, Vorderdeckel

Der Codex ist eine Pergamenthandschrift mit 32 Blättern. Auf Blatt 11v ist eine Reklamante eingetragen. Die Foliierung des 17. Jahrhunderts zählt die Textblätter 1–29 durch; die leeren Seiten vorn und hinten haben moderne Blattzählung.
Die Blattgröße des Codex beträgt 21,4 × 14,5 cm, dabei ist ein Schriftraum von 15,5–16 × 10,5 cm beschrieben mit 32 bis 37 Zeilen pro Seite; alle Blätter haben ein mit Tinte vorgezeichnetes Zeilengerüst. Durchgehende Schriftform ist eine Bastarda von einer Hand, vermutlich eine Schreibmeisterschrift.
Die Überschriften und viele Initialen sind rot hervorgehoben, ebenso die Widmung des Übersetzers (Blatt 1r), seine Vorrede (Blatt 2r) und seine Schlussrede (Blatt 29r). Einziger auffälliger Schmuck der Handschrift ist eine über 12 Zeilen gehende, goldfarbene D-Initiale auf einem goldfarben gerahmten Feld mit dem Wappen der Kurpfalz im Binnenfeld des Buchstabens (Blatt 1r).
Die Handschrift wurde 1962 von Hans Heiland restauriert.

### Einband
Der Codex ist mit einem gut erhaltenen Ottheinricheinband versehen, vermutlich von Jörg Bernhardt angefertigt, dem von Kurfürst Ottheinrich 1550 eigens angestellten Buchbinder: einem braunen Ledereinband mit blindgedruckten Prägungen und Eckbeschlägen aus Messing, die beiden Riemen-Buchschließen wurden teilweise später ergänzt.
Auf dem Vorderdeckel sind Blinddrucke des Harfe spielenden David, von Aposteln und von der Auferstehung Christi eingeprägt, in der Mitte zeigt eine vergoldete Platte das Bildnis Ottheinrichs mit der Bildunterschrift OTTHAINRICH VON. G. G. // PFALZGRAVE BEY RHEIN // HERTZOG IN NIDERN VND // OBERN BAIRN, darunter das Jahr der Fertigung 1553. Auf dem Hinterdeckel finden sich dieselben Blinddruck-Motive, hier in der Mitte ein vergoldetes Wappen der Pfalz mit Schriftbändern oberhalb (M.D.Z.: mit der Zeit) und unterhalb (O.H.P.: Ottheinrich Pfalzgraf).

## Herkunft
Eine dem Text der Handschrift voranstehende Devise (Blatt 2ar) zeigt 1546 an, vermutlich als Jahr des ersten Erwerbs; spätestens mit der Herstellung des Einbands 1553 war der Codex im Besitz Ottheinrichs. Die Schreibsprache ist bairisch.
Wie die anderen Handschriften der kurfürstlich-pfälzischen Bibliotheken kam der Codex nach der Eroberung der Kurpfalz im Dreißigjährigen Krieg 1622 nach Rom in den Besitz der Vatikanischen Bibliothek und wurde mit den anderen deutschsprachigen Beständen der Palatina im Rahmen der Regelungen während des Wiener Kongresses erst 1816 nach Heidelberg zurückgeführt.

## Inhalte
Der Codex ist eine Abschrift eines 1502 bei Johann Schönsperger in Augsburg gedruckten Textes, der Übersetzung des Aristeasbriefs durch Dietrich Reisach, die ihrerseits auf der Übertragung vom Griechischen ins Lateinische durch Matthaeus Palmerius (verstorben 1483) beruht.